# Секси снимак (филм)
Секси снимак (енгл. Sex Tape) амерички је хумористички филм из 2014. године, у режији Џејка Касдана, по сценарију Кејт Анџело, Џејсона Сигела и Николаса Столера. Главне улоге глуме Сигел, Камерон Дијаз, Роб Кодри, Ели Кемпер и Роб Лоу. Прати брачни пар који снима секси снимак како би зачинио своју везу да би се следећег јутра пробудио и открио да је нестао. Ово изазива махниту потрагу у покушају да се снимак пронађе.
Премијерно је приказан 18. јула 2014. у САД, односно 24. јула у Србији. Зарадио је 14,6 милиона долара током првог викенда и 126,1 милиона долара широм света, уз буџет од 40 милиона долара. Добио је углавном негативне критике.

## Радња
Брачни пар, кога тумаче Камерон Дијаз и Џејсон Сигел, како би вратили страст и узбуђење у свој однос, одлучују да се снимају док воде љубав. А шта се дешава када се тај снимак грешком отпреми и подели са пријатељима и на шта је пар све спреман како би то спречио.

## Улоге
| Глумац           | Улога          |
| ---------------- | -------------- |
| Камерон Дијаз    | Ени Харгроув   |
| Џејсон Сигел     | Џеј Харгроув   |
| Роб Кодри        | Роби Томпсон   |
| Ели Кемпер       | Тес Томпсон    |
| Роб Лоув         | Хенк Розенбаум |
| Харисон Холцер   | Хауард         |
| Нет Факсон       | Макс           |
| Ненси Ленехан    | Линда          |
| Рандал Парк      | Едвард         |
| Џек Блек         | Ламонт         |
| Џолин Блејлок    | Каталина       |
| Дејв Ален        | поштар         |
| Кумаил Нанџијани | Пунит          |
| Артемис Пебдани  | Кија           |